# Emergency Quota Act de 1921
 (novembre 2018).
L'Emergency Quota Act de 1921 est une loi d'immigration des États-Unis, aussi connue sous les noms d'Emergency Immigration Act, Immigration Restriction Act, Per Centum Law ou encore Johnson Quota Act. Promulgué le 19 mai 1921 par le républicain Albert Johnson (en) sous la présidence de Warren G. Harding, il limite pour la première fois le nombre d'immigrants aux États-Unis par un système de quotas. 
Cette loi instaure des quotas par nationalité qui limitent à 3 % par an l’entrée de nouveaux immigrés, par rapport au nombre de résidents de ce pays vivant aux États-Unis, à partir du recensement de 1910.
D'abord mis en place à titre temporaire, cette loi est finalement renforcée et pérennisée en 1924 par la loi d'immigration Johnson-Reed de 1924. La loi de quota d'immigration basée sur la nationalité restera en vigueur jusqu'aux mouvements de droits civiques, et la loi sur l'immigration et la nationalité de 1965.

## Contexte
Si les premières vagues de migrations vers les États-Unis après l'installation des colons ont été encouragées au profit d'une main-d'œuvre bon marché, les anciens et les nouveaux migrants entrent rapidement en tension, ces derniers étant accusés d'être à l'origine des problèmes nationaux, entraînant la mise en place de politiques migratoires de plus en plus restrictives.
À partir de la fin du XIXe siècle et jusqu'aux années 1940, le Péril Jaune , idée d'une suprématie possible d'une civilisation asiatique dans un avenir proche – particulièrement la Chine, très peuplée, et le Japon impérial, puissance industrielle en développement – se répand en Occident, notamment après la victoire japonaise sur la Russie lors du conflit de 1904 (première défaite d'un État occidental face à un pays asiatique). La peur de cette montée en puissance du Japon entraîne une amplification de la xénophobie, particulièrement aux États-Unis, voit donc naître une volonté politique croissante de limiter l'immigration asiatique.
À partir de 1917 avec la révolution russe, les idées communistes se propagent dans le nord-est des États-Unis, alors en pleine récession, et s'accompagnent avec des manifestations d'envergure et d'attentats anarchistes comme ceux du 2 juin 1919 dans sept villes américaines. La crainte d'une déstabilisation socio-économique du pays par ces mouvements politiques alimente alors la « Peur rouge » et double la croissante volonté anti-immigrationniste d'une lutte contre le communisme. 

### Le renouveau du Ku Klux Klan[4]
À partir des années 1910, les États-Unis sont le théâtre d'un renouveau de l'aversion envers les minorités, notamment sous l'effet du développement du Ku Klux Klan. Le mouvement n'est plus seulement sudiste et suprémaciste blanc, n'ayant plus de lien réel avec la défaite des États confédérés durant la guerre de Sécession. Désormais il recrute dans tout le pays avec des discours de défense de la « nation blanche » protestante sur fond de haine des Juifs, des immigrés d'Europe centrale et du Sud, des catholiques et des syndiqués. Le mouvement se caractérise alors par son nativisme et une forte opposition à l'immigration non « nordique » et non protestante, prônant le « cent pour cent américain ». Comptant en 1926 près de 3 millions de membres, son succès reflète la victoire et l'importance politique de la volonté de réduction drastique du nombre de migrants dans le pays. Adepte de ces visions nativistes, le président conservateur Harding déclare ainsi en 1920 : « Il faut sauvegarder l'Amérique d'abord, stabiliser l'Amérique d'abord, faire prospérer l'Amérique d'abord, penser à l'Amérique d'abord, exalter l'Amérique d'abord, faire vivre et vénérer l'Amérique d'abord. ».

### L'émergence du nativisme
L'émergence du nativisme aux États-Unis conduit à la promulgation de l'Immigration Act en 1907 et à l'instauration de la Commission de Dillingham (en) en réponse à la préoccupation politique grandissante autour des effets de l'immigration sur le territoire. Cette Commission a pour objectif d'étudier et de rendre compte des conséquences de l'immigration sur le bien-être économique, social et culturel de la nation. Les rapports de l'époque révèlent alors un rejet des « nouveaux migrants » par les « anciens migrants », considérés comme une menace pour la société.

### Lapolitique isolationnistedes années 1920
À la suite de la Première Guerre mondiale (1914-1918), le gouvernement républicain du président Harding (1921-1923) adopte une politique isolationniste. Cette doctrine diplomatique et économique a pour but de maintenir la paix internationale en limitant les relations économiques et stratégiques avec les autres nations du monde.

### Vague migratoire entre 1901 et 1920 et troubles civils de 1919
Entre 1901 et 1920, plus de 14,5 millions d'immigrants s'installent aux États-Unis. La majorité d'entre eux viennent d'Europe du Sud et de l'Est. Ils sont alors pointés du doigts lors des mouvements de grève de 1919, accusés de porter des idées socialistes radicales et communistes. Les attentats, de plus en plus violents, se multiplient et accroissent la « Peur des rouges », désignant les communistes, tenus pour responsables (affaire Sacco et Vanzetti par exemple).
Cette loi de quotas migratoires s'inscrit donc dans un contexte plus général de rejet de l'immigration outre-Atlantique en partie dû à la récession de 1919, au fort taux de chômage et aux troubles sociaux qui s'ensuivent alors que la « Peur rouge » et le sentiment de péril jaune favorisent la politique isolationniste adoptée par le gouvernement du président Harding.

## Contenu de la loi
L'Emergency Quota Act de 1921 restreint le nombre d'immigrants à 357 000 par an et limite l'immigration annuelle à un quota à 3% du total de la population d'une même nationalité déjà recensée sur le territoire américain en 1910.

## Effets de la loi
Selon les chiffres, le nombre de migrants aux États-Unis est passé de 805 228 en 1920 à 309 556 en 1921. Restreignant en théorie le nombre de migrants venant monde entier, cette loi discrimine dans les faits les personnes qualifiées de « nouveaux migrants » en provenance d'Asie, du Mexique, d'Europe du Sud et de l'Est tout en privilégiant ainsi la migration d'Europe de l'Ouest et du Nord, notamment britannique via des quotas moins restrictifs.
L'objectif était alors de maintenir l'hégémonie de la population blanche protestante aux États-Unis face à l'augmentation de la part des minorités catholiques, juives et non-blanche dans la population du pays.
En 1924, l'Emergency Quota Act de 1921 est renforcé (Loi d'immigration Johnson-Reed) et passe du statut de temporaire à permanente. La loi d'immigration basée sur des quotas nationaux restera en vigueur jusqu'en 1965.